# Зеле
Зеле (нидерл. Zele) — коммуна в Бельгии, расположена во Фламандском регионе (провинция Восточная Фландрия); в 22 км к востоку от Гента и в 34 км к северо-западу от Брюсселя. Население — 20 763 чел. (1 января 2011). Площадь — 33,06 км2.
Ближайшие автодороги — A14/E17.